# La Motte, Côtes-d'Armor

La Motte este o comună în departamentul  Côtes-d'Armor, Franța. În 1 ianuarie 2022 avea o populație de 2.159 de locuitori.